# Eric Engler
Eric Engler (Cottbus, 21 september 1991) is een Duits baanwielrenner. Engler werd in 2016 tweede op de 1km tijdrit tijdens de Europese kampioenschappen baanwielrennen.

## Palmares
| Jaar     | DK                                | EK                       | WK         | Overig              |
| Junioren | Junioren                          | Junioren                 | Junioren   | Junioren            |
| -------- | --------------------------------- | ------------------------ | ---------- | ------------------- |
| 2008     | teamsprint                        |                          |            |                     |
| 2009     | 1km tijdrit · teamsprint · sprint | teamsprint · sprint      | teamsprint |                     |
| Belofte  |                                   |                          |            |                     |
| 2011     |                                   | 1km tijdrit              |            |                     |
| 2012     |                                   | teamsprint               |            |                     |
| 2013     |                                   | teamsprint · teamsprint  |            |                     |
| Elite    |                                   |                          |            |                     |
| 2010     | 1km tijdrit · teamsprint          |                          |            |                     |
| 2011     | 1km tijdrit · teamsprint          |                          |            |                     |
| 2012     | 1km tijdrit · keirin · teamsprint |                          |            | WB Cali: teamsprint |
| 2013     |                                   |                          |            |                     |
| 2014     | 1km tijdrit · teamsprint          |                          |            |                     |
| 2015     | teamsprint · 1km tijdrit          |                          |            |                     |
| 2016     | teamsprint · 1km tijdrit · sprint | 1km tijdrit · teamsprint |            |                     |
| 2017     |                                   |                          |            | WB Cali: teamsprint |
| 2018     |                                   |                          |            |                     |
| 2019     | teamsprint                        |                          |            |                     |